# Klippiga bergen

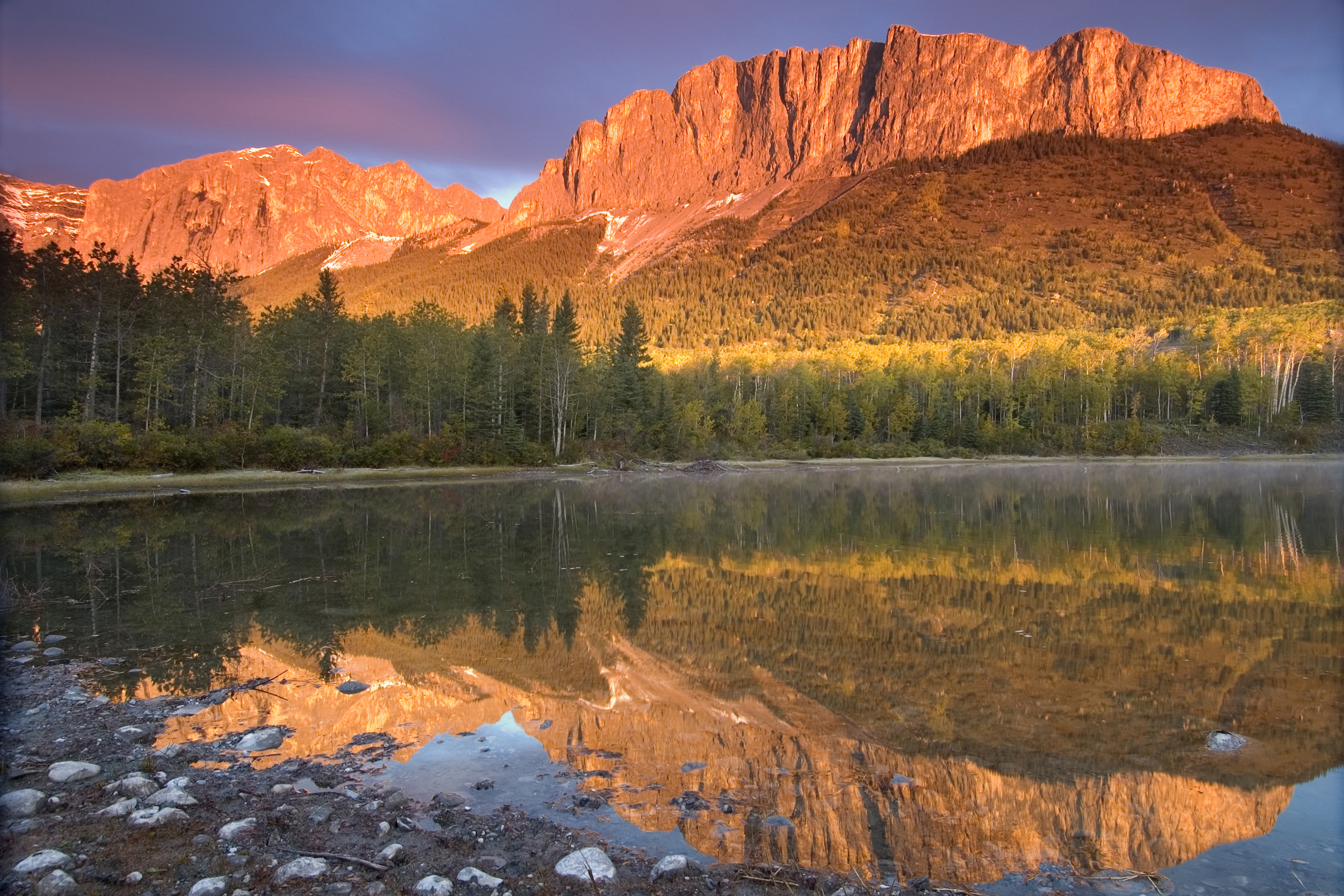
Mount John Laurie i Alberta.

Klippiga bergen (engelska Rocky Mountains eller The Rockies; franska montagnes Rocheuses) är en stor bergskedja i västra Nordamerika som går från södra USA upp till Kanada. Klippiga bergens högsta delar är belägna i Colorado i USA, där det finns fler än 100 toppar som når mer än 4 000 meter över havet, exempelvis bergskedjans högsta topp, Mount Elbert, som når cirka 4 400 meter.
Klippiga bergen är den östligaste bergskedjan av Kordiljärerna. I bergskedjan finns betydande nationalparker som till exempel Yellowstone nationalpark och ett stort antal vintersportorter. De amerikanska delstater som har andel av Klippiga bergen kallas ibland Mountain States.

## Geografi
Klippiga bergen anses börja vid Rio Grande i New Mexico i USA, där den löper i en nord-sydlig riktning och höjer sig dramatiskt över den omgivande prärien. Den löper längs de västliga delarna av USA upptill Liard River i British Columbia i Kanada i norr. Längre norrut blir den dominerade riktningen mera nordväst-sydöst och övergången mer gradvis. Bergskedjan är omkring 4 800 kilometer lång och den största bredden är ungefär 1 600 kilometer. 

## Geologi
Klippiga bergen har tillkommit av ett resultat av den subduktionszon som ligger utanför Kaliforniens kust. I den här subduktionszonen är den kontinentalplatta som befinner sig under Stilla Havets botten (och några mikroplattor som finns öster om den) som skjuts in under den Nordamerikanska plattan i en pågående process. 
Klippiga bergen består till stor del av sedimentära bergarter, men de innehåller också magmatiska och metamorfa bergarter. De äldsta kända bergarterna i Klippiga bergen bildades redan för 2 miljarder år sedan, under paleoproterozoikum och finns i de sydligaste delarna. Bergartsformationer från de flesta av jordens tidsperioder finns representerade i Klippiga bergen. San-Juan-bergen i Colorado tillhör de yngsta delarna av bergskedjan och bildades under tertiär (för 65 - 1,8 miljoner år sedan). 

### Geologisk historia
Klippiga bergen formades under en intensiv period av plattektonisk aktivitet, liksom stora delar av västra USA:s kuperade landskap. Området där bergskedjan ligger idag var till en början platt havsbotten. Tre stycken stora episoder omformade området mellan 170 och 40 miljoner år sedan. Den sista episoden, som också är känd som laramideiska orogenesen, var den som skapade bergen. 
Under den senare delen av mesozoikum lades större delen av dagens Kalifornien, Oregon och Washington till Nordamerika. Västra Nordamerika fick ständigt uppleva effekten av kollisioner mellan kontinentalplattor. Detta skapade stor vulkanisk aktivitet och stora bågformade kedjor av vulkaner bildades då vulkanerna sprutade ut magma och aska. Samtidigt pumpades väldiga mängder magma in under ytan och stelnade.
För 100 miljoner år sedan fokuserades effekterna av plattkollisioner fortfarande väldigt nära gränsen till den nordamerikanska plattan, långt väster om bergskedjan. Det var inte förrän 70 miljoner år sedan dess effekter började nå bergskedjan.

## Klimat
Klippiga bergen har höglandsklimat och en medeltemperatur på 6 °C. Juli är den varmaste månaden, med en medeltemperatur på 28 °C och januari den kallaste, med en medeltemperatur på -14 °C. Medelnederbörden är 360 mm per år. På sommaren är medeltemperaturen 15 °C och medelnederbörden runt 150 mm. Vintrarna är våta och kalla med en medeltemperatur på -2 °C och en medelnederbörd på 290 mm, i form av snö. Snötäcket kan vara 5 till 6 meter tjockt och i enskilda fall ännu tjockare. Under vintern stiger ibland varma vindar från Stilla havet upp till Klippiga bergen. På grund av denna chinook-vind ökar temperaturen plötsligt med 20 till 25 °C. På våren är medeltemperaturen 4 °C och medelnederbörden 107 mm, på hösten 7 °C respektive 66 mm.

## Ekonomi och naturresurser

### Naturresurser
I Klippiga bergen finns det gott om brytbara mineraler. Förutom guld har man i Klippiga bergen också funnit koppar, bly, molybden, silver, zink och volfram. I Wyomingbassängen har man hittat kol, naturgas, petroleum och oljeskiffer i små mängder. Upptäckten av olja i slutet av 1970-talet ledde till en industri som ökade antalet städer och befolkningstillväxten, men industrin var på tillbakagång redan på 1980-talet. Climaxgruvan i Leadville i Colorado var under lång tid världens största molybdenproducent. Coeur d'Alene-gruvan i norra Idaho producerar silver, skiffer och zink. Kanadas största kolgruva heter Crowsnest Coal Field och ligger nära Sparwood och Elkford i British Columbia. Liknande kolgruvor finns också nära Hinton i Alberta.
De stora skogarna, som huvudsakligen är under statlig kontroll är en stor naturresurs. Skogsavverkning och skogsbruk sker huvudsakligen i Montana, Idaho, och British Columbia. 

### Turism
Bergen är en rekreationsplats året om, och bergsstaterna har upplevt en boom av semesterhusbyggande samt en ökande befolkning sedan 1970-talet. Miljontals människor besöker bergen varje år. Huvudspråket är engelska, men i vissa mindre områden talas spanska och indianspråk.
De främsta turistattraktionerna är:
- Pikes Peak
- Royal Gorge
- Rocky Mountain nationalpark
- Yellowstone nationalpark
- Grand Teton nationalpark
- Banffs nationalpark
- Jaspers nationalpark
- Kootenay nationalpark
- Yoho nationalpark
- Waterton Glacier internationella fredspark/Glacier nationalpark

Vintertid är skidåkning populärt. De största skidorterna är:
- Beaver Creek Resort Colorado
- Aspen, Colorado
- Vail, Colorado
- Keystone, Colorado
- Breckenridge, Colorado
- Alta, Utah
- Snowbird, Utah
- Park City, Utah
- Brighton, Utah
- Jackson Hole Mountain Resort i Teton Village, Wyoming
- Sun Valley, Idaho
- Big Mountain, Montana
- Big Sky, Montana
- Canmore, Alberta
- Lake Louise, Alberta
- Sunshine Village, Alberta
- Fernie, British Columbia

## Flora och fauna
Vegetationen i Klippiga bergen indelas vanligen i olika höjdzoner. De två lägsta zonerna kännetecknas av sandig mark och nederbörd omkring 500 mm per år. Täta skogar finns sällan och istället växer enskilda träd med tät undervegetation. I dessa regioner finns bland annat olika arter av ensläktet (J. scopulorum och J. monosperma) eller av tallsläktet (till exempel Pinus contorta). Mellan 1 800 m och 2 400 m hittas även olika arter av lärkträdssläktet.
Med den tredje zonen (2 700 m till 3 200 m) växer träden tätare och undervegetationen minskar. Därför har Klippiga bergens norra delar fler skogar än de södra delarna. Hos de senare finns ofta gräs upp till toppen. Nederbörden i denna höjd är ungefär 750 mm årligen. Här lever oftast douglasgran (Pseudotsuga menziesii), coloradogran (Abies concolor) och amerikanska arter av poppelsläktet.
I den översta zonen den högalpina tundran finns små växter som buskar, gräs och blommor. Särskild ofta hittas individer av videsläktet (exempelvis Salix arctica). Hos andra växter kan nämnas ranunkelsläktet (Ranunculus adoneus), binkasläktet (Erigeron simplex), strävbladiga växter (Eritrichum aretioides) och fetbladsväxter (Rhodiola integrifolia) eller olika gräsarter som fjällgröe och tuvtåtel.

## Mänsklig historia
Klippiga bergen har sedan istidens slut varit hem för många indianstammar, bland andra paleoamerikaner, apacher, cheyenner, lakota och cree. Många djurarter finns eller har funnits där, bland andra bisonoxar och mammut, hjortdjur och älgar. Floderna är idealiska för fiske och bärplockning. 
Efter indianerna kom mormonerna 1847. Guld upptäcktes 1849 i Cripple Creek, Colorado, järnvägen kom 1869 och Yellowstone nationalpark inrättades 1872. 
President Theodore Roosevelt tillförde 1905 Medicine Bow Forest Reserve till det som nu är Rocky Mountain nationalpark.

## Vattenavrinning

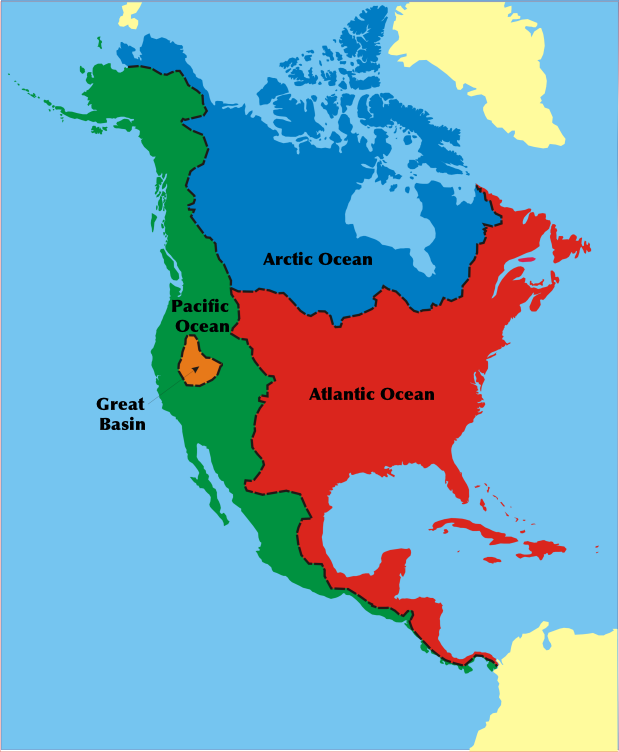
Karta över Nordamerikas vattenavrinningsområden, Klippiga bergen ligger huvudsakligen på gränsen mellan den gröna och den röda regionen

Många av Nordamerikas floder börjar i Klippiga bergen, vilka fungerar som en vattenavledare mellan Stilla havet, Atlanten eller Norra ishavet. En fjärdedel av USA:s vattentäkter har sitt ursprung i Klippiga bergen. Följande floder har sina källor i bergskedjan:
- Arkansas River
- Athabascafloden
- Coloradofloden
- Columbiafloden
- Fraserfloden
- Kootenayfloden
- Missourifloden
- Peace River
- Platte River
- Rio Grande
- Saskatchewanfloden
- Snake River
- Yellowstonefloden

## Miljöförstöring

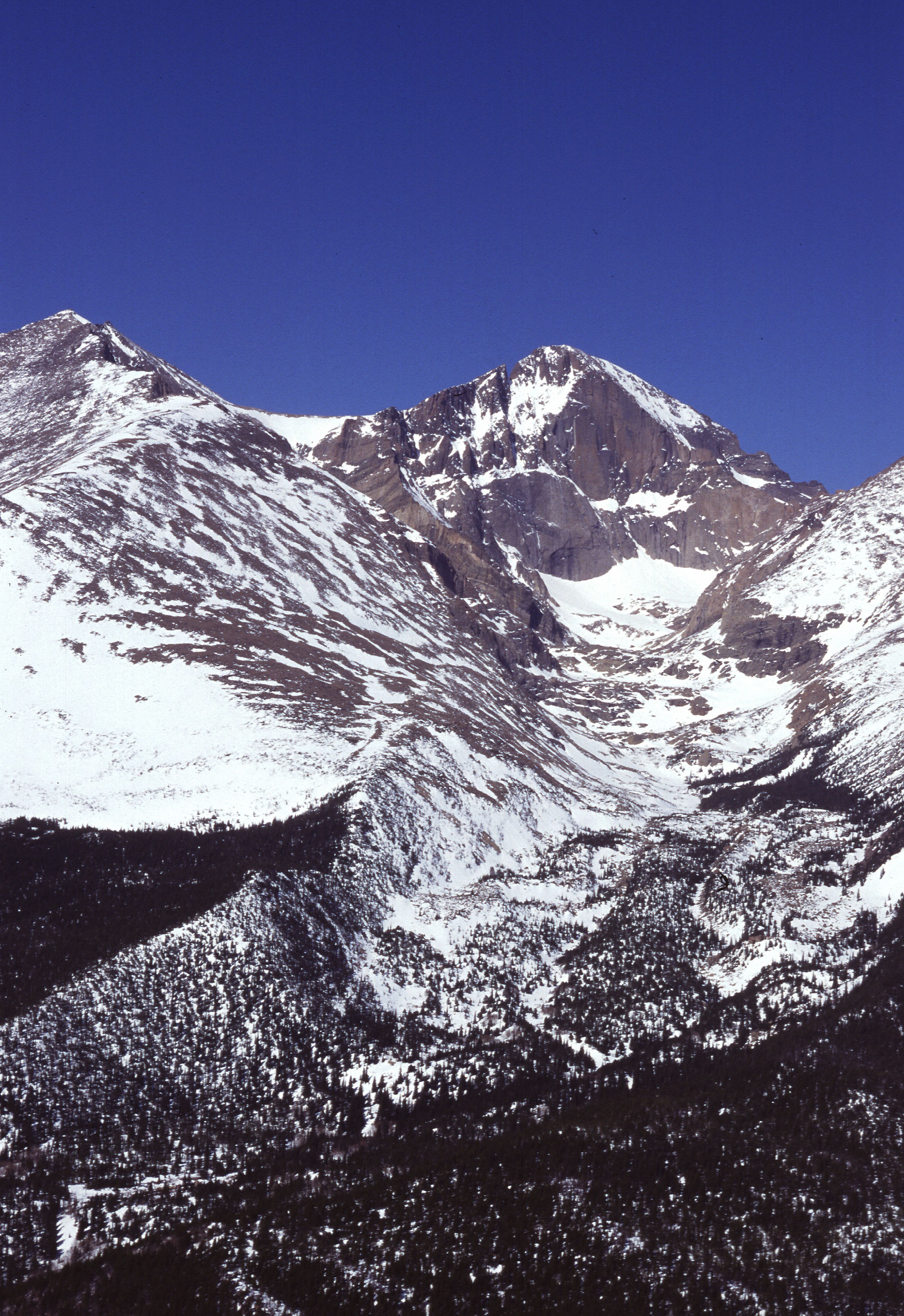
Longs Peak (4 345 m ö.h.)

Miljöförstöringen i Klippiga bergen är omfattande. Ett exempel är Eagle River i Colorado, där resultatet av 80 års zink-utvinning blivit våldsam miljöförstöring, som hotat stora bestånd av alger, mossa och öring. Kostnaden för saneringen av sjön har varit 4,8 miljoner dollar, vilka efter domstolsbeslut (Colorado Attorney General) betalades av den före detta ägaren till gruvan.